# Leonardo Fernández Troyano
Leonardo Fernández Troyano (9 de julio de 1938, Madrid, España), es un ingeniero español.

## Biografía
Leonardo Fernández Troyano es hijo de Carlos Fernández Casado y de Rita María Troyano de los Ríos.
Estudia en la Escuela de Ingenieros de Caminos, Canales y Puertos de Madrid, formando parte de la promoción de 1963. Obtiene el grado de doctor en 1965.
Desde diciembre de 1963 trabaja con su padre en su oficina de ingeniería. En 1966 funda junto con su padre y Javier Manterola la empresa Carlos Fernández Casado, S.L. ..
Durante los años 1968-75 fue profesor de la asignatura "Puentes de fábrica" y durante 1977-80 de la asignatura de doctorado "Puentes atirantados" en la Escuela de Ingenieros de Caminos, Canales y Puertos de Madrid .

## Publicaciones
- Fernández Troyano, Leonardo (1999). Tierra sobre el agua. Visión histórica universal de los puentes. Madrid: Colegio de Ingenieros de Caminos, Canales y Puertos. ISBN 84-380-0148-3.
- Intervenciones en los puentes de piedra, p. 42-49, Ingeniería y Territorio, nº92, 2011
- Procedures for the construcción of ancha concrete arcos, ARCH’04
- Los pasos historicos de la Sierra de Guadarrama, Ediciones La Librería, 2015. ISBN 978-84-9873-280-1
- Camino sobrio el río, Correos. ISBN 978-84-88841-30-8
- Con Javier Manterola Amisén, Carlos Fernández Casado, Fundación Esteyco. ISBN 978-84-921092-2-7
- Con Amaya Sáenz Sanz, Los puentes : materiales, estructuras y patrimonio, p. 451-498, publicado bajo la dirección de Manuel Silva Suárez, en Técnica e ingeniería en España - VI : El Ochocientos: de los lenguajes al patrimonio, Real Academia de Ingenaría, Institución « Fernando el Católico », Prensas Universitarias de Zaragoza, Zaragoza, 2011. ISBN 978-84-9911-151-3
- Con Lucía Fernández Muñoz, El puente de Etxebarri, III Congreso de Ache de Puentes y Estructuras

## Artículos en laRevista de Obras Públicas
- Fernández Casado, Carlos;Manterola Armisen, Javier;Fernández Troyano, Leonardo (1970). «Construcción de puentes por voladizos sucesivos mediante dovelas prefabricadas.». Revista de Obras Públicas (117, tomo I (3063)): 715-730. Archivado desde el original el 19 de abril de 2009. Consultado el 25 de febrero de 2017.
- Manterola Armisen, Javier;Fernández Troyano, Leonardo (1984). «Factibilidad de la solución puente.». Revista de Obras Públicas (131, (3227)): 585-605. Archivado desde el original el 25 de febrero de 2017. Consultado el 25 de febrero de 2017.
- Manterola Armisen, Javier;Fernández Troyano, Leonardo (1992). «Plaza Borrás.». Revista de Obras Públicas (139, (3313)): 43-48. Archivado desde el original el 25 de febrero de 2017. Consultado el 25 de febrero de 2017.
- Manterola Armisen, Javier;Fernández Troyano, Leonardo;Astiz Suárez, Miguel A.; Gil Ginés, Miguel A.; Martínez Cutillas, Antonio (1998). «Puentes en celosía.». Revista de Obras Públicas (145 (3373)): 7-49. Archivado desde el original el 25 de febrero de 2017. Consultado el 25 de febrero de 2017.
- Fernández Troyano, Leonardo (1998). «El proyecto del puente sobre el río Lérez en Pontevedra.». Revista de Obras Públicas (145 (3378)): 73-81. Archivado desde el original el 16 de mayo de 2016. Consultado el 25 de febrero de 2017.
- Fernández Troyano, Leonardo;Fernández Muñoz, Lucía (2004). «Puentes arco sobre el río Nervión en Bilbao para el ferrocarril metropolitano de la ciudad.». Revista de Obras Públicas (151 (3445)): 115-126. Archivado desde el original el 2 de julio de 2012. Consultado el 25 de febrero de 2017.
- Fernández Troyano, Leonardo (2005). «Variantes morfológicas de los puentes medievales españoles.». Revista de Obras Públicas (152 (3459)): 11-32. Archivado desde el original el 25 de febrero de 2017. Consultado el 25 de febrero de 2017.
- Fernández Troyano, Leonardo (2005). «Arquitectos e Ingenieros. Historia de una relación.». Revista de Obras Públicas (152 (3460)): 41-45. Archivado desde el original el 11 de julio de 2009. Consultado el 25 de febrero de 2017.
- Fernández Troyano, Leonardo (2014). «Los transbordadores y la barquilla de Leonardo Torres Quevedo.». Revista de Obras Públicas (161 (3553)): 25-30.
- Fernández Troyano, Leonardo (2014). «El puente, obra de ingenieros (I). Los puentes del primer periodo y sus constructores. Puentes de piedra y de madera.». Revista de Obras Públicas (161 (3558)): 51-58.
- Fernández Troyano, Leonardo (2014). «El puente, obra de ingenieros (II). Puentes metálicos y de hormigón.». Revista de Obras Públicas (161 (3560)): 47-58.
- Fernández Troyano, Leonardo (2015). «Estructura y forma de los puentes arco metálicos.». Revista de Obras Públicas (162 (3561)): 33-48.
- Fernández Troyano, Leonardo (2015). «El puente de Jánovas sobre el río Ara en el Pirineo aragonés, un puente colgante original del siglo XIX.». Revista de Obras Públicas (162 (3565)): 55-62.

## Distinciones
- Premios Santo Domingo de la Calzada, en 2009.
- Premio Nacional de Ingeniería Civil, en 2024.[3]